# Єста Бенґтссон
Єста Бенґтссон (швед. Gösta Bengtsson, 25 липня 1897 — 19 січня 1984) — шведський яхтсмен.
Олімпійський чемпіон 1920 року в класі шхерний крейсер 30 м2.